# José de Aguiar Toledo
José de Aguiar Toledo, primeiro e único Barão de Bela Vista e Visconde de Aguiar Toledo (Bananal, 13 de junho de 1823 — Rio de Janeiro, 14 de agosto de 1898), foi um fazendeiro, pecuarista e político brasileiro. Possuía diversas fazendas na região de Bananal e Resende, onde cultivava café, gado leiteiro, carneiros e cavalos da raça Voltigeur.

## Biografia
Filho do coronel Francisco de Aguiar Valim, brasileiro, e de Maria Ribeiro Barbosa, portuguesa. Casou-se em primeiras núpcias com Maria Guilhermina Pacheco, filha do desembargador Joaquim José Pacheco e Margarita Domenech, de quem teve três filhas. Maria Guilhermina faleceu aos 2 de julho de 1865 com trinta anos de idade, e seu viúvo casou-se novamente, desta vez, com Maria Madalena Hesse, sendo ela filha de Friedrich Rudolf Hesse, cônsul da Dinamarca no Brasil, e Marie-Madeleine Huber.

## Títulos nobiliárquicos e honrarias

Armas do visconde de Aguiar Toledo, as mesmas das famílias Aguiar e Toledo.

Foi comendador da Imperial Ordem de Cristo e da Imperial Ordem da Rosa.
Barão de Bela Vista
Título conferido por decreto imperial em 22 de abril de 1854. Faz referência a uma das fazendas do nobre localizadas em Bananal.
Visconde de Aguiar Toledo
Título conferido por decreto imperial em 31 de julho de 1877.

## Descendência
Do primeiro casamento
- Maria Guilhermina de Aguiar Toledo, casada com Ernesto Júlio Bandeira de Melo.
- Cecília de Aguiar Toledo, casada com Bento Luís de Oliveira Lisboa.
- América Brasília de Toledo, casada com Luciano José de Almeida Valim, barão de Almeida Valim.

Do segundo casamento
- Maria Madalena de Toledo, casada com Rodolfo Antônio de Lima, filho do barão de Inhanduí.
- José de Aguiar Toledo,
- Rodolfo de Aguiar Toledo,